# Гай Егій Амбібул
Гай Егій Амбібул (лат. Gaius Eggius Ambibulus; ? — після 126) — державний діяч часів Римської імперії, консул 126 року.

## Життєпис
Походив з роду Егіїв. Син Гая Егія Амбібула. Ймовірно був двоюрідним братом або іншим родичем Луція Егія Марулла, консула 111 року.
Здобув прихильність Луція Меція Постума, консула 98 року, завдяки цьому розпочав успішну кар'єру. Спочатку входив до колегії децемвірів stlitibus iudicandis, що розглядали справи набуття римського громадянства. Після цього став tribunus laticlavius, одним з військових трибунів XI Клавдіївєва легіону, що тоді таборився у Брігеції (провінція Нижня Паннонія). Очолював кінноту легіону.
Після повернення став наближеним до імператора Траяна, який зробив Амібула фламіном Клавдія та квестором. Траян надав Егія статус патриція. За цього імператора засідав у сенаті.
Амбібул зберіг прихильність наступного імператора — Адріана, оскільки став претором за поданням останнього (praetor candidatus principis). 124 року його призначено проконсулом для управління сенатською провінцією.
У 126 році став ординарним консулом разом з Марком Аннієм Вером. Про подальшу долю нічого невідомо.

## Родина
- Егія Амбібула, дружина Публія Кальвізія Рузона, консула-суфекта 84 року.